# Gaubert
Gaubert je priimek več oseb:
- Anne-Henri-Melchior-Amédée Gaubert, francoski general
- Philippe Gaubert, francoski glasbenik